# Tetragnatha multipunctata
Tetragnatha multipunctata este o specie de păianjeni din genul Tetragnatha, familia Tetragnathidae, descrisă de Urquhart, 1891. Conform Catalogue of Life specia Tetragnatha multipunctata nu are subspecii cunoscute.